# 2-broompropaan
2-broompropaan of isopropylbromide is  een organische broomverbinding uit de groep van broomalkanen. Het is een isomeer van 1-broompropaan (n-propylbromide).

## Synthese
2-broompropaan is het reactieproduct van 2-propanol en waterstofbromide. Het wordt ook gevormd door de elektrofiele additie van waterstofbromide aan propeen (hydrobromering), waarbij volgens de regel van Markovnikov 2-broompropaan ontstaat:
Echter wanneer deze reactie uitgevoerd wordt met vrije radicalen, ontstaat bij voorkeur 1-broompropaan (anti-Markovnikov). De twee isomeren kunnen gescheiden worden door middel van destillatie. 2-broompropaan is de meest vluchtige van de twee.

## Toepassing
2-broompropaan wordt weinig gebruikt, in tegenstelling tot 1-broompropaan dat in industriële reinigingsvloeistoffen wordt gebruikt. 2-broompropaan is daarin een ongewenste onzuiverheid. De stof wordt soms gebruikt bij de synthese van sommige andere stoffen. Net als 1-broompropaan is het een alkyleringsmiddel.

## Toxicologie en veiligheid
Het is een vluchtige, ontvlambare vloeistof die weinig oplosbaar is in water. De damp kan een explosief mengsel vormen met lucht.
Bij verwarming treedt ontleding van de verbinding op, waarbij waterstofbromide en propeen als gassen ontstaan.
2-broompropaan wordt ervan verdacht schadelijk te zijn voor de menselijke vruchtbaarheid.